# Thomas S. Power
Thomas Sarsfield Power (New York, 18 giugno 1905 – Palm Springs, 6 dicembre 1970) è stato un generale statunitense.
Ufficiale delle United States Army Air Forces aggressivo e determinato, durante la seconda guerra mondiale si distinse al comando di formazioni di bombardieri strategici nel fronte del Mediterraneo e soprattutto nel fronte del Pacifico dove guidò il devastante bombardamento incendiario su Tokyo della notte del 9/10 marzo 1945.
Dopo la guerra assunse importanti incarichi di comando nella United States Air Force, collaborando con il generale Curtis LeMay e assumendo nel 1957 la direzione dello Strategic Air Command (SAC); egli mantenne l'incarico fino al dicembre 1964, esercitando il comando con grande energia ed efficienza.
Rigido assertore della contrapposizione totale con l'Unione Sovietica della Guerra fredda, espresse sempre posizioni oltranziste e bellicose, favorevoli a una politica strategica aggressiva e alla preparazione di un'eventuale guerra nucleare globale, che egli si addestrava a combattere e vincere con i suoi uomini del SAC.

## Biografia

### Primi anni
Thomas Sarsfield Power nacque nel 1905 a New York, nel quartiere del Bronx da genitori di modeste risorse economiche recentemente immigrati dall'Irlanda; il padre Thomas era un commerciante di stoffe, mentre la madre Mary era giunta negli Stati Uniti nel 1900 proveniente da un'agiata famiglia di agricoltori di Tipperary. 
Power visse i primi anni di vita a Great Neck, nell'isola di Long Island, e frequentò inizialmente la Barnard Preparatory School a New York, ma interruppe gli studi per lavorare come operaio edile e solo a venti anni riprese la frequenza scolastica, completando i corsi prima di arruolarsi nella scuola di volo del United States Army Air Corps il 17 febbraio 1928. Nel febbraio 1929, il giovane Power ricevette, dopo aver terminato la scuola di volo, il grado di sottotenente del U.S. Army Air Corps.
Negli anni seguenti, Power prestò servizio in una serie di basi aeree sparse nel territorio degli Stati Uniti, eseguendo diversi di compiti di servizio: dopo un periodo iniziale a Chanute Field, Illinois, per frequentare come studente il corso del genio aeronautico della Air Corps Technical School, venne trasferito nel 1934 prima a Langley Field, Virginia, come ufficiale comandante del distaccamento del quartier generale del 2º stormo aereo (2d Wing headquarters detachment), e poi a Bolling Field, Washington, D.C., come pilota del Army Air Corps Mail Operation. Nel periodo 1938-1940 invece Power fu istruttore di volo al 28th Bombardment Squadron a Nichols Field, nelle Filippine e a Randolph Field, nel Texas. Alla vigilia dell'entrata degli Stati Uniti nella seconda guerra mondiale, era a Maxwell Field, in Alabama, per frequentare la Air Corps Tactical School.

### Nella Seconda guerra mondiale
Durante la seconda guerra mondiale, la carriera militare di Power nelle United States Army Air Forces fu caratterizzata, come nel caso di altri ufficiali, da una serie di rapide promozioni in conseguenza dell'enorme crescita dell'organico e degli impegni bellici degli Stati Uniti. Egli venne promosso al grado di maggiore nel 1941, divenne tenente colonnello nel gennaio 1942 e colonnello nel giugno 1943.
Power inizialmente svolse compiti di stato maggiore, fino al settembre 1943, al quartier generale del Army Air Forces Flying Training Command, il comando dedicato all'addestramento al volo dei piloti delle forze aeree, con sede a Fort Worth, nel Texas. Dopo la sua promozione a colonnello, Power divenne il vice comandante del 58th Bombardment Operational Training Wing (Heavy) alla base aerea di Smoky Hill, Salina, nello stato del Kansas; questo nuovo stormo aereo era in fase di costituzione per immettere in servizio i nuovi bombardieri Boeing B-29 Superfortress. Dopo un breve periodo di servizio come assistente capo di stato maggiore per le operazioni della Second Air Force a Colorado Springs, Power ricevette finalmente un compito operativo sui campi di battaglia, assumendo l'incarico di vice comandante del 304th Bomb Wing nel teatro di guerra in Italia ed effettuò missioni di bombardamento sulla Germania, volando sui Consolidated B-24 Liberator dal gennaio al luglio 1944.

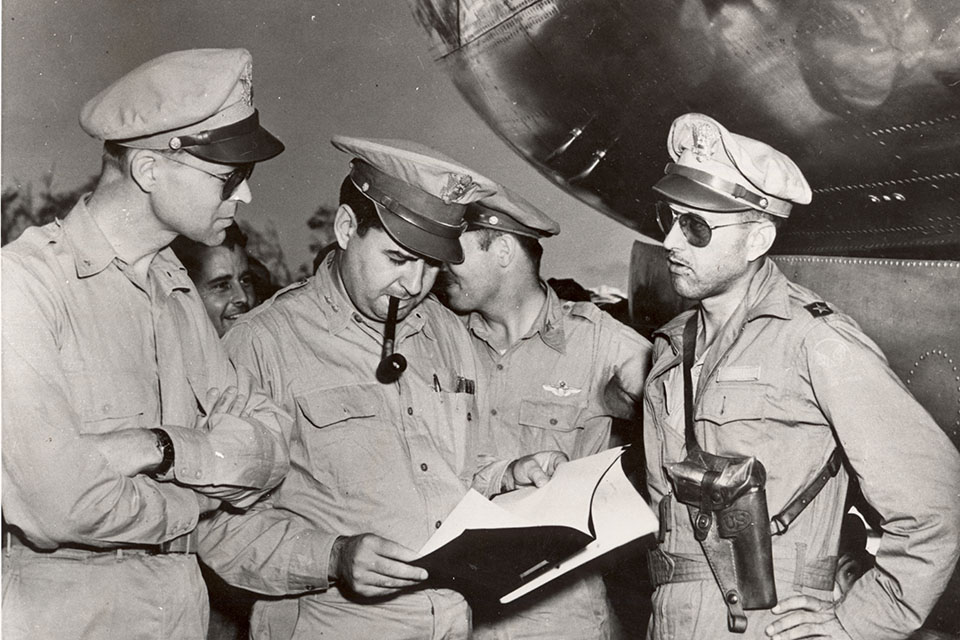
Il generale Power (a destra) illustra al generale Lauris Norstad (a sinistra) e al generale Curtis LeMay (al centro), l'andamento del grande bombardamento di Tokyo del 9/10 marzo 1945.

Nell'agosto 1944 Power venne richiamato in patria per assumere il comando del 314th Bomb Wing (Very Heavy), un nuovo stormo equipaggiato con i bombardieri strategici B-29 Superfortress assegnato al fronte del Pacifico, con il quale, promosso generale di brigata nel gennaio 1945, avrebbe dovuto partecipare alla campagna di bombardamenti contro il territorio metropolitano del Giappone. Power si trasferì con i suoi bombardieri a Guam, nelle isole Marianne ed entrò a far parte del XXI Bomber Command, dipendente a sua volta dalla Twentieth Air Force. Il comandante del XXI Bombar Command era l'energico generale Curtis LeMay, con il quale Power iniziò una stretta collaborazione che sarebbe continuata per il resto della loro carriera. Power dimostrò subito nel nuovo incarico le sue qualità positive di comandante energico e aggressivo, insieme alla tendenza ad esercitare uno stretto e rigido controllo sui subordinati.

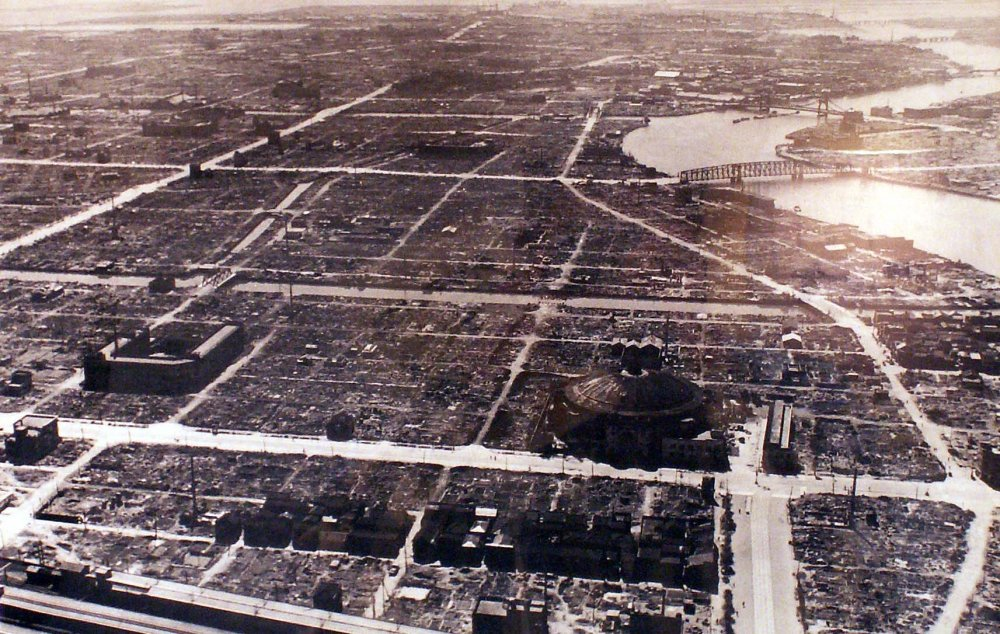
Immagine di Tokyo dopo il bombardamento incendiario del 9/10 marzo 1945.

La campagna di bombardamenti strategici sul Giappone non aveva raggiunto fino a quel momento grandi risultati, quindi il generale LeMay aveva deciso di modificare radicalmente le tattiche operative, passando ai bombardamenti notturni a bassa quota, con l'impiego massiccio di ordigni incendiari per innescare tempeste di fuoco nei centri abitati, costituiti in prevalenza da edifici in legno. Power collaborò con il generale LeMay nella pianificazione della nuova strategia e ricevette il comando diretto di tutti i bombardieri B-29 impiegati nella prima missione di bombardamento notturno su Tokyo. La notte del 9/10 marzo 1945 oltre 300 bombardieri B-29 sferrarono un attacco contro la capitale, che venne devastata dal più catastrofico bombardamento aereo della seconda guerra mondiale, con enormi incendi e quasi 100.000 vittime. Power diresse dal suo B-29 l'incursione e osservò i risultati raggiunti, trattenendosi in quota fino all'ultimo controllando l'esecuzione del bombardamento e valutandone le conseguenze. Il generale fu impressionato dalle distruzioni e dalla tempesta di fuoco che devastò Tokyo.
Nelle settimane seguenti Power continuò a guidare il 314th Bomb Wing nelle successive missioni di bombardamento. Il 1 agosto 1945, nel quadro del programma di riorganizzazione delle forze aeree americane schierate nel teatro del Pacifico caratterizzato dalla costituzione del nuovo comando superiore della United States Strategic Air Force in the Pacific (USASTAF), guidata dal generale Carl Spaatz e dalla assegnazione del comando della Twentieth Air Force al generale Nathan Twining, Power divenne il vice capo di stato maggiore del USASTAF con responsabilità sulla sezione operazioni del quartier generale del generale Spaatz. Egli esercitò questo incarico nella fase finale della guerra con i bombardamenti atomici di Hiroshima e Nagasaki.

### Al comando dello Strategic Air Command durante la Guerra fredda
Dopo la fine della seconda guerra mondiale, Power continuò la carriera nella nuova arma aerea autonoma, la United States Air Force (USAF), e venne coinvolto nel programma atomico americano, partecipando nel 1946 agli esperimenti nucleari dell'operazione Crossroads nell'atollo di Bikini con l'incarico di assistente vice-comandante aereo del gruppo operativo guidato dallo stato maggiore dell'ammiraglio William H. P. Blandy. Successivamente Power divenne vice-comandante della sezione operazioni dello stato maggiore dell'USAF a Washington prima di trascorrere un periodo a Londra come addetto aereo dell'ammbasciata statunitense. Nel 1948 arrivò finalmente la svolta decisiva della carriera militare di Power che venne trasferito allo Strategic Air Command (SAC) con l'incarico di vice-comandante in capo.

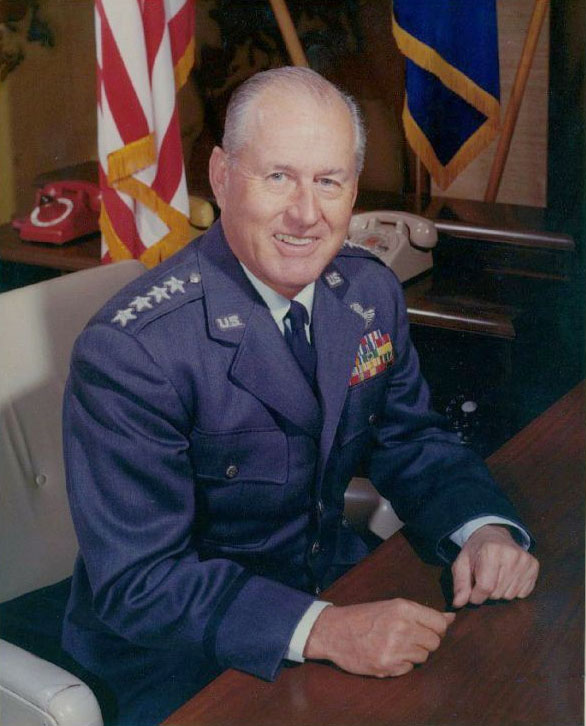
Il generale Power in una foto durante il suo periodo di comando dello Strategic Air Command.

Il comandante in capo del SAC era il generale Curtis LeMay con il quale Power riprese una stretta ed efficace collaborazione contribuendo alla profonda trasformazione del SAC che, grazie soprattutto all'energia e alla capacità dei nuovi capi, divenne la struttura più importante e potente delle forze armate americane negli anni cinquanta. LeMay e Power in breve tempo riuscirono ad organizzare un apparato militare estremamente efficiente e preparato, in grado di sferrare rapidamente una micidiale rappresaglia nucleare contro l'Unione Sovietica. Mentre LeMay esercitava il comando con grande energia, sollecitando e ottenendo dal potere politico i mezzi bellici da lui ritenuti necessari e raggiungeva un grande potere e prestigio all'interno dell'apparato politico-militare americano, Power svolgeva i compiti operativi più delicati e controllava personalmente la disciplina e la preparazione dei reparti, dimostrando grande determinazione ma anche un carattere brutale e violento. LeMay apprezzava le capacità del suo subordinato ma ammetteva i suoi difetti caratteriali, giungendo al punto di definirlo "un bastardo dispotico". Power rimase il vice-comandante dello Strategic Air Command per sei anni prima di essere assegnato dal 1954 al comando del Air Research and Development Command, dove rimase per altri tre anni. Alla fine del 1957 il generale LeMay, dopo quasi dieci anni alla guida del SAC, divenne il vice-capo di stato maggiore dell'USAF, mentre Thomas Power venne promosso al grado superiore di generale a quattro stelle e ricevette l'ordine di sostituirlo e assumere il comando in capo del SAC al quartier generale di Omaha, nello stato del Nebraska.
Power esercitò il comando del SAC con ancor maggiore aggressività e determinazione del suo predecessore, mostrando massima decisione del perseguire piani bellici offensivi per neutralizzare ogni possibile minaccia sovietica. Rigido assertore della contrapposizione globale della Guerra fredda, potenziò i piani di allerta a terra e propose alla fine degli anni cinquanta di attivare il primo programma di allerta in volo, secondo il quale un certo numero di bombardieri Boeing B-52 Stratofortress, armati con bombe nucleari attive, avrebbero dovuto essere costantemente in volo, 24 ore al giorno tutti i giorni, su rotte prestabilite per eventualmente sferrare l'attacco atomico contro l'Unione Sovietica. Nonostante i dubbi iniziali dell'amministrazione Eisenhower legati alla sicurezza e all'organizzazione tecnica, Power riuscì ad attivare i primi programmi sperimentali di airborne alert in risposta al programma missilistico sovietico; egli sbandierò pubblicamente la capacità di rappresaglia del SAC affermando che "giorno e notte una certa percentuale delle mie truppe è in cielo" e che "su quegli aerei ci sono bombe, non certo archi e frecce".
Nonostante le polemiche e i crescenti timori nell'opinione pubblica, Power non manifestò alcuna incertezza e continuò bellicosamente ad insistere sul programma di allerta in volo; alla fine del 1958, il presidente Eisenhower autorizzò finalmente il piano del comandante del SAC che da quel momento ebbe sempre pronti in aria alcuni B-52 con armi nucleari. Power condivise pienamente le scelte strategiche dell'amministrazione Eisenhower di rappresaglia massiccia e contribuì all'elaborazione del cosiddetto SIOP, il piano integrato di guerra nucleare approvato all'inizio del 1960 che assegnava un ruolo decisivo al SAC incaricato di colpire l'Unione Sovietica con un enorme numero di armi nucleari. Egli inoltre condivideva le idee del generale LeMay e riteneva essenziale soprattutto l'impiego dei bombardieri strategici e la disponibilità di armi nucleari di grande potenza, mentre considerava con scetticismo l'utilità dei nuovi missili balistici, ritenuti meno affidabili e di più difficile controllo.

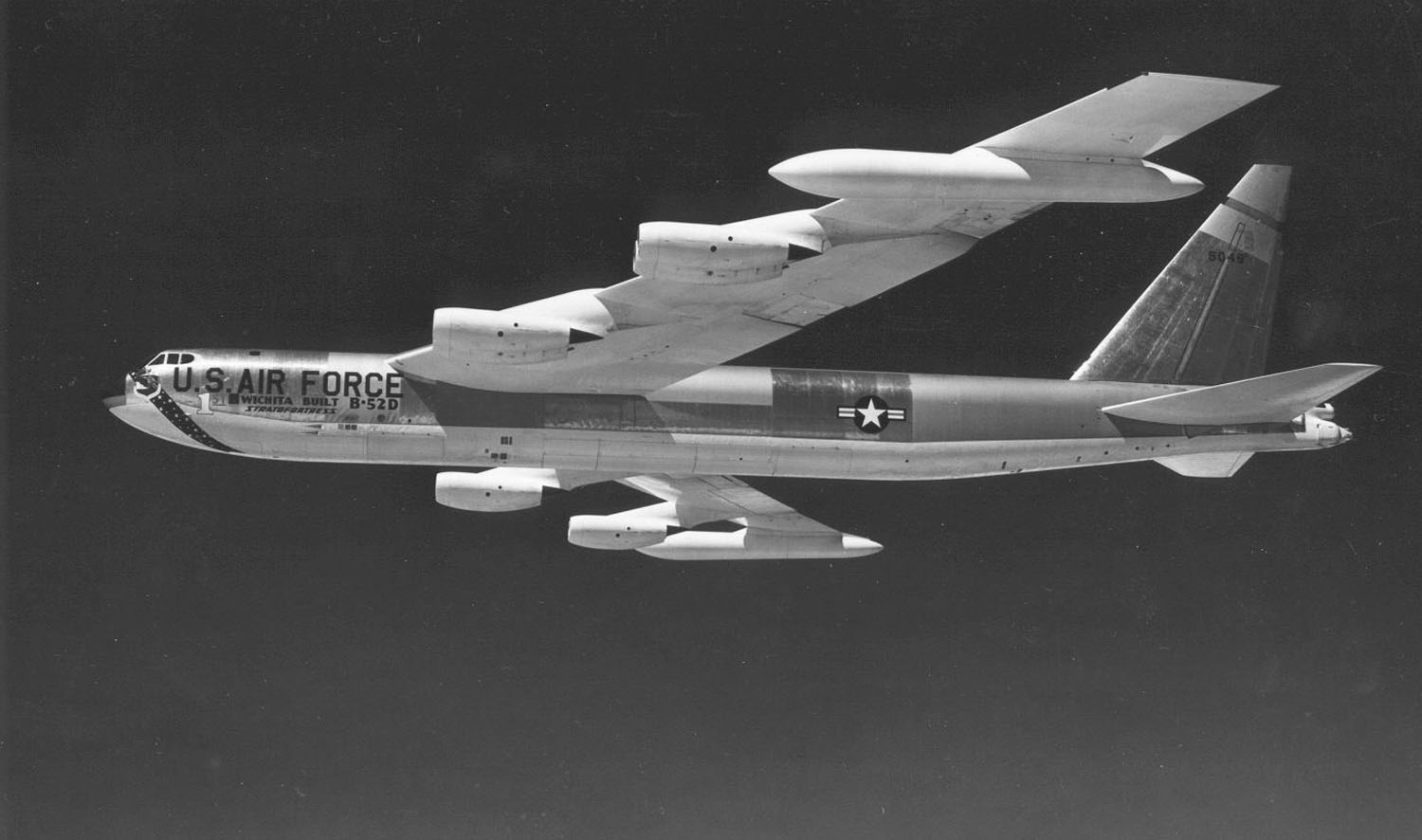
Un bombardiere Boeing B-52 Stratofortress in missione di allerta in volo, durante il periodo di comando di Power dello Strategic Air Command.

Power mantenne l'incarico di comandante in capo del SAC anche durante la nuova amministrazione Kennedy; egli riuscì a conservare la sua influenza sulle strategie di guerra nucleare e il suo grande potere all'interno dell'apparato militare americano nonostante le sue idee radicali e la sua opposizione alla nuova strategia della risposta flessibile e alla crescente importanza assegnata dal segretario alla difesa Robert McNamara alle forze missilistiche. Power supportò il generale LeMay e continuò a favorire le forze da bombardamento aereo; egli inoltre rimase favorevole ad una strategia nucleare di counterforce ("controforza"), secondo la quale l'attacco nucleare americano avrebbe dovuto essere fin dall'inizio totale e diretto contro le basi militari strategiche sovietiche. Power in questo periodo riuscì anche ad attivare l'operazione Chrome Dome, il programma globale e definitivo di allerta in volo con almeno dodici B-52 sempre in aria su tre rotte circolari distinte pronti ad attaccare l'Unione Sovietica; inoltre mantenne il controllo diretto sulle armi nucleari assegnate al SAC e, pur migliorando la sicurezza degli ordigni e la preparazione tecnica e morale dei suoi uomini, si oppose all'attivazione dei Permissive Action Links sugli armamenti atomici dei bombardieri.
Durante il periodo critico della Guerra fredda nel 1961-1962, Power espresse ancora una volta idee aggressive e bellicose; al tempo della Crisi di Berlino del 1961, egli affermò che un attacco sovietico era possibile e propose un primo colpo nucleare preventivo, attivando il SIOP senza alcuna limitazione. Durante la crisi dei missili a Cuba dell'ottobre 1962, il generale tenne un comportamento ancor più intransigente e pericoloso; dopo aver supportato le proposte più oltranziste di attacco immediato a Cuba, egli potenziò in modo straordinario l'operazione Chrome Dome, mantenendo in volo oltre sessanta B-52 pronti ad attaccare l'Unione Sovietica; al culmine della crisi il generale divulgò anche pubblicamente, senza autorizzazione superiore, l'impressionante messaggio indirizzato ai suoi uomini del SAC in cui rendeva noto che era possibile una guerra nucleare, sollecitava il massimo impegno e manifestava piena fiducia nella capacità dei militari ai suoi ordini di combattere e vincere una guerra mondiale contro la superpotenza nemica.

### Gli ultimi anni
Dopo la fine della Crisi di Cuba la tensione tra le due superpotenze finalmente si ridusse, ma Power mantenne la massima prontezza operativa del SAC, continuando a sostenere la necessità di una politica rigida basata sulla minaccia del ricorso alle armi nucleari e sul concetto fondamentale di Mutually Assured Destruction.
Dopo oltre sette anni al comando del SAC, Power cedette il comando il 30 novembre 1964 ritirandosi al contempo dalla carriera militare e congedandosi dalla United States Air Force. Si spense per una malattia cardiaca il 6 dicembre 1970 ed è sepolto al Cimitero nazionale di Arlington.
Ottimo pilota e osservatore aereo agli inizi della sua carriera ed energico e capace comandante di bombardieri durante la seconda guerra mondiale, Power fu, durante la Guerra fredda, rappresentante di una posizione aggressiva di contrapposizione totale all'Unione Sovietica. Egli sembrò, ad alcuni, fin troppo desideroso di iniziare una guerra nucleare e fu descritto come un personaggio pericoloso per la pace mondiale. La sua figura può aver influenzato il regista britannico Stanley Kubrick nella caratterizzazione dei personaggi fittizi dei generali psicopatici e guerrafondai Jack D. Ripper e "Buck" Turgidson del film Il dottor Stranamore (Dr. Strangelove or: How I Learned to Stop Worrying and Love the Bomb) del 1964.